# Józef Zajączkowski (ur. 1871)

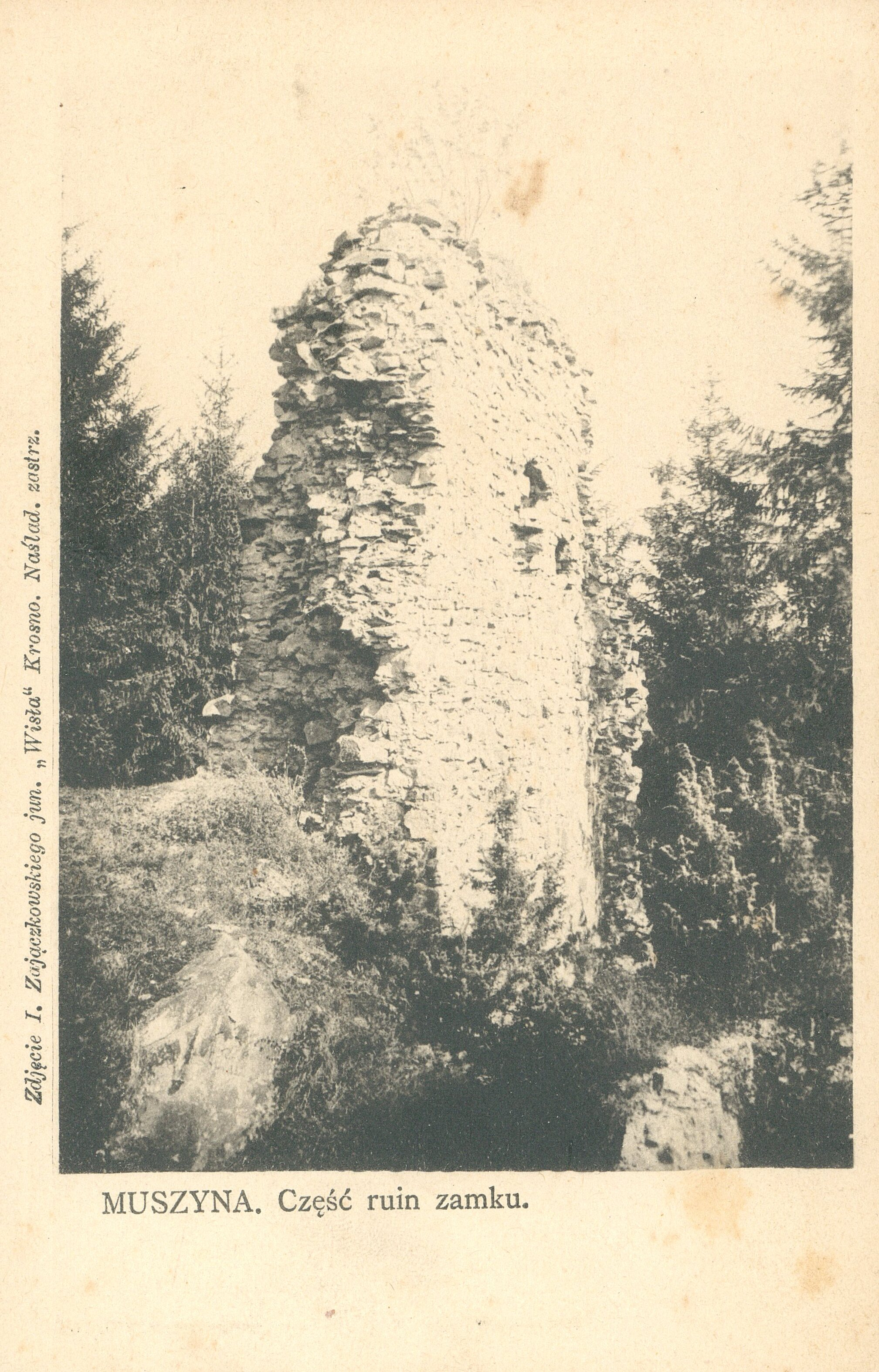
Karta pocztowa z fotografią ruin zamku w Muszynie autorstwa Józefa Zajączkowskiego, ok. 1900

Józef Zajączkowski, także: Józef Zajączkowski junior (ur. 25 lipca 1871, zm. ?) – polski fotograf czynny w Jaśle i Krośnie, właściciel zakładu „Wisła”, wydawca kart pocztowych.
W literaturze bywa błędnie utożsamiany z Józefem Zajączkowskim (1817–1905), malarzem, fotografem czynnym w Zgierzu, Łodzi i Krakowie, naczelnikiem miejskim Łodzi w czasie powstania styczniowego, a także ze swoim ojcem, Józefem Zajączkowskim (1841–1906), właścicielem zakładów fotograficznych w Rzeszowie, Krośnie i Jaśle.
Jego matką była Krystyna Anna Wychowańska z Krakowa. Miał czworo rodzeństwa: Władysława (ur. 1866), Julię (ur. 1868), Tadeusza (ur. i zm. 1869) i Ewę (ur. 1874). Brat Władysław również prowadził działalność fotograficzną.
Wydał dużą serię kart pocztowych z widokami zamków Galicji Zachodniej, a także albumy fotograficzne: Album starych warowni polskich (wyd. 1902) z tekstem Władysława Węgrzyńskiego, profesora gimnazjum w Jaśle, i Odrzykoń pod Krosnem.